# Uropoda trichordis
Uropoda trichordis es una especie de arácnido del orden Mesostigmata de la familia Uropodidae.

## Distribución geográfica
Se encuentra en oeste de Australia.